# Asahara Shōkō
Asahara Shōkō (麻原 彰晃 Ma Nguyên Chương Hoảng) tên khai sinh Matsumoto Chizuo (松本 智津夫 Tùng Bản Trí Tân Phu), sinh ngày 3 tháng 2 năm 1955 - ngày 6 tháng 7 năm 2018, là thành viên sáng lập của tổ chức tôn giáo mới ở Nhật Bản, Aum Shinrikyo (tên hiện nay là Aleph). Asahara đã bị kết tội chủ mưu vụ tấn công bằng khí Sarin vào hệ thống tàu điện ngầm Tokyo, và một vài tội ác khác, hiện đã bị kết án tử hình. Nhóm luật sư của Shoko Asahara kháng cáo, tuy nhiên tòa án giữ nguyên phán quyết. Asahara bị xử tử bằng cách treo cổ vào ngày 6 tháng 7 năm 2018.

## Tuổi trẻ
Asahara Shōkō sinh ra trong một gia đình nghèo, đông đúc, làm chiếu cói ở tỉnh Kumamoto, Nhật Bản. Ảnh hưởng bởi căn bệnh Glôcôm bẩm sinh, Asahara Shōkō bị mù mắt trái và mắt phải cũng chỉ nhìn được một phần. Asahara được đưa vào trường dành cho người khiếm thị nhưng thường xuyên bắt nạt các bạn khác và nhiều lần tranh cử chủ tịch hội học sinh nhưng đều thất bại.
Asahara khao khát trở thành chính trị gia nhưng vài lần thi trượt đại học nên theo học châm cứu và y học truyền thống Trung Quốc, những nghề thường dành cho những người mù ở Nhật Bản. Asahara kết hôn năm 1978.
Năm 1981, Asahara bị kết tội hành nghề y trái phép và phải nộp một khoản tiền phạt 200.000 yên. Asahara bắt đầu tìm hiểu về tôn giáo vào thời điểm đó, trong khi đang tập trung lao động giúp đỡ gia đình. Ông dành thời gian rảnh rỗi vào việc nghiên cứu những tôn giáo khác nhau, đầu tiên là thuật chiêm tinh học Trung Quốc và Đạo giáo. Sau đó Asahara học Yoga Ấn Độ và Đạo Phật.
Có rất ít thông tin về quãng thời gian này của Asahara.

## Aum Shinrikyo
Năm 1987, Asahara sau khi trở về từ Ấn Độ, nói với các môn đệ rằng ông ta đã đạt được mục đích cuối cùng: sự khai sáng. Những môn đệ gần gũi nhất cung cấp tiền cho ông ta, và Asahara sử dụng chúng để mở một khóa học Yoga nâng cao kéo dài vài ngày và thu hút rất nhiều những người quan tâm đến việc cải thiện đời sống tinh thần. Asahara đứng ra giảng dạy, và tổ chức bắt đầu lớn mạnh.
1987 cũng là năm Shoko Asahara đổi tên mình, và xin phép chính quyền thành lập giáo phái Aum Shinrikyo. Nhà chức trách ban đầu còn lưỡng lự khi công nhận đó là một tổ chức tôn giáo, nhưng cuối cùng cũng cấp giấy phép sau lần thỉnh cầu năm 1989.

### Aum Shinrikyo: giáo lý
Giáo lý của Aum Shinrikyo được hình thành dựa trên cơ sở Kinh điển Pali. Ngoài Kinh Pali, Aum Shinrikyo còn dựa trên Kinh Tibetan, kinh Yoga của Patanjali và Đạo giáo. Các cuốn kinh được nghiên cứu cùng lúc và được chú thích bởi Shoko Asahara. Hệ thống đào tạo gồm nhiều cấp: những người hoàn thành khóa mở đầu chỉ có thể tham gia các khóa cao hơn sau khi hoàn thành một bài kiểm tra.
Shoko Asahara viết rất nhiều sách về tôn giáo. Cuốn nổi tiếng nhất là Vượt qua sự sống và cái chết, Kinh Mahayana và Sự khởi đầu.

## Vụ khủng bố tàu điện ngầm Tokyo, cáo buộc và xét xử
Ngày 20-3-1995, các thành viên của Aum tấn công hệ thống tàu điện ngầm Tokyo bằng khí thần kinh Sarin. 12 người chết, hàng ngàn người bị ảnh hưởng. Sau khi thu thập đủ các bằng chứng, nhà chức trách cáo buộc Aum Shinrikyo có liên quan đến vụ tấn công này và hàng loạt các vụ tấn công khác ở quy mô nhỏ hơn. 10 tín đồ đã bị bắt giữ, Các cơ sở của Aum bị bao vây, tòa án ra lệnh bắt giữ Shoko Asahara. Asahara được phát hiện đang lẩn trốn ở một căn phòng nhỏ, biệt lập trong một cơ sở của Aum.
Asahara Shōkō phải đối mặt với 27 tội danh giết người trong 13 bản cáo trạng khác nhau. Bên công tố lập luận rằng Asahara "ra lệnh tấn công hệ thống tàu điện ngầm Tokyo" nhằm mục đích "lật đổ chính quyền và đưa bản thân lên vị trí Hoàng đế Nhật Bản". Vài năm sau đó, bên công tố lại đi theo một hướng khác cho rằng vụ tấn công là nhằm mục đich "đánh lạc hướng sự chú ý của cảnh sát". Bên nguyên cũng buộc tội Asahara là chủ mưu đứng sau vụ Matsumoto và vụ thảm sát gia đình Sakamoto. Theo nhóm luật sư bào chữa của Asahara, một nhóm những thành viên cao cấp của Aum đã lên kế hoạch vụ tấn công mà không cho Asahara biết. Không có thêm đầu mối nào ngoài những thông tin từ những tín đồ phản bội và các bài giảng. Sau sự kiện đó các môn đồ bắt đầu trực tiếp giảng dạy, điều họ chưa bao giờ làm khi Asahara vẫn còn khả năng giao thiệp.
Trong thời gian diễn ra xét xử, một số môn đồ đã đứng ra làm chứng chống lại Asahara, ông ta bị kết tội 13 trong số 17 cáo buộc, bao gồm cả vụ giết hại gia đình Sakamoto, 4 cáo buộc đã thất bại. Asahara bị tuyên án treo cổ vào ngày 27-2-2004.
Phiên tòa đã được giới truyền thông Nhật Bản ca ngợi "phiên tòa của thế kỷ". Yoshihiro Yasuda, luật sư bào chữa nhiều kinh nghiệm nhất trong đội luật sư bào chữa của Asahara, đã bị bắt giữ và không thể tham gia bào chữa, mặc dù ông ta đã được tha bổng trước khi phiên tòa xét xử Asahara kết thúc. Tổ chức theo dõi nhân quyền đã chỉ trích hành động cô lập Yasuda. Asahara do vậy được bào chữa hoàn toàn bởi các luật sự chỉ định.
Trong thời gian diễn ra vụ xét xử, Asahara đã từ bỏ vị trí đại diện cho Aum Shinrikyo để ngăn chặn sự phân rã diễn ra rất mạnh trong tổ chức.
Nhóm luật sư bào chữa đưa ra yêu cầu kháng cáo dựa trên cơ sở Asahara có vấn đề về thần kinh, và một cuộc kiểm tra tâm thần đã được tiến hành. Trong suốt quá trình kiểm tra, tiến hành bởi các chuyên gia tâm thần học, Asahara đã không nói một lời nào. Mặc dù vậy Asahara lại giao tiếp với các nhân viên tại nơi giam giữ, nên người ta cho rằng Asahara đã giữ im lặng một cách miễn cưỡng. Bởi vì các luật sư bào chữa không thể đưa ra được lý do kháng cáo, tòa án Tokyo quyết định hủy bỏ yêu cầu kháng cáo ngày 27-3-2006. Quyết định này được tòa án tối cao Nhật Bản phê chuẩn ngày 15-9-2006. 2 yêu cầu xét xử lại cũng bị tòa án phúc thẩm bác bỏ.